# Harzweg 18 (Quedlinburg)

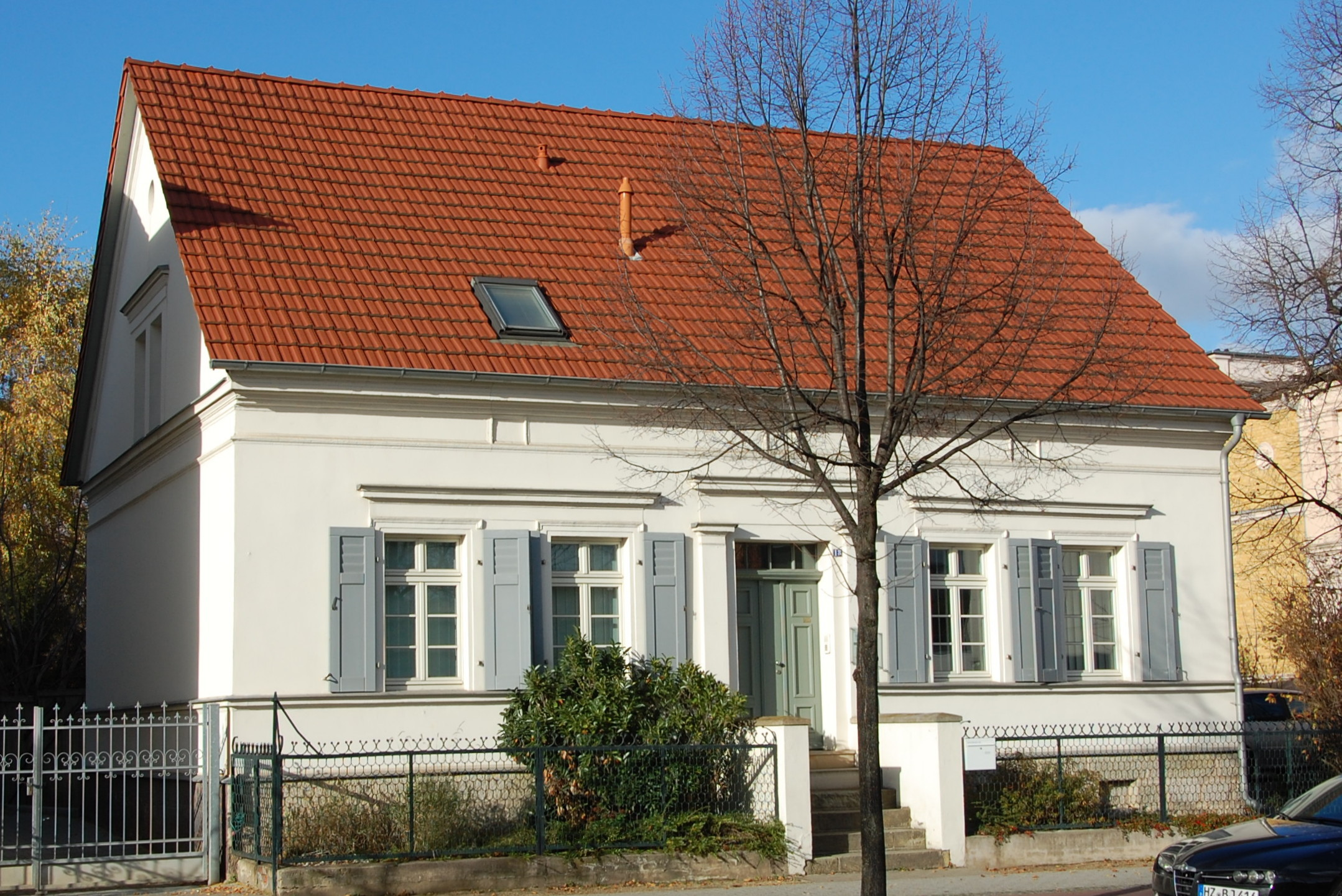
Harzweg 18

Das Haus Harzweg 18 ist ein denkmalgeschütztes Gebäude in Quedlinburg in Sachsen-Anhalt.

## Lage
Das im Quedlinburger Denkmalverzeichnis als Wohnhaus eingetragene Gebäude befindet sich südlich der Quedlinburger Altstadt auf der Nordseite des Harzwegs.

## Architektur und Geschichte
Das eingeschossige in massiver Bauweise errichtete Gebäude entstand in der zweiten Hälfte des 19. Jahrhunderts im Stil des Spätklassizismus. Die Fassade ist streng symmetrisch gegliedert. Es verfügt über einen niedrigen Drempel.
Etwa Anfang des 21. Jahrhunderts erfolgte eine Sanierung des Hauses.
Beachtenswert ist die historische Grundstückseinfriedung.